# Gaetano Recchi (1934)
Gaetano Recchi (Offida, 6 aprile 1934 – Ascoli Piceno, 21 marzo 2023) è stato un politico italiano.

## Biografia
Eletto nel 1980 consigliere regionale nelle liste del Partito Socialista Italiano, è stato Assessore regionale al lavoro, industria e artigianato dal 1980 al 1993.
Dal 1990 Vice Presidente della Giunta regionale delle Marche, sarà Presidente della Giunta regionale dal 1993 al 1995.
A seguito della messa in liquidazione volontaria del PSI nel 1994, aderisce al nuovo soggetto socialista S.I. (Socialisti Italiani), poi divenuto S.D.I. (Socialisti Democratici Italiani), tornato nel 2009 all'originaria denominazione di Partito Socialista Italiano - PSI.